# Pavapuro Success Legends
A Pavapuro Success Legends a Dzsikkjó Powerful Pro jakjú baseball-videójáték sorozat mellékjátéka, amely 2010. február 25-én jelent meg, kizárólag PlayStation Portable kézi konzolra. A játéknak 2010. július 15-én egy csökkentett árvonalú változata is megjelent. A Power Pro Success Legends producere Fudzsioka Kendzsi, rendezője Kaneko Tadahiró, tervezője pedig Tójama Akira.

## Áttekintés
A Pavapuro Success Legends a Dzsikkjó Powerful Pro jakjú anyasorozat „Success” névre keresztelt történetmódjára összpontosít, így abban nem szerepelnek Nippon Professional Baseball csapatok, játékosok vagy stadionok. A játékban kettő hivatalosan licencelt baseball-pálya szerepel, a Hanshin Koshien Stadium és a Meiji Jingu Stadium. A Success Legends a Nintendo 64 asztali konzolra megjelent Dzsikkjó Powerful Pro jakjú 5 és Dzsikkjó Powerful Pro jakjú 6 játékok Success-módjának remake-je. A játék kizárólag egyjátékos módban játszható, nem szerepel benne ad hoc többjátékos mód.

## Játékmódok

### Success
A Pavapuro Success Legends a Nintendo 64 asztali konzolra megjelent Dzsikkjó Powerful Pro jakjú 5 és Dzsikkjó Powerful Pro jakjú 6 játékok Success-módjának remake-je, teljesen felújított grafikával és hangzásvilággal. Ebben a módban a JUBC-gyakorló mérkőzésekre létrehozott játékosokat, illetve a jelszavakkal importált játékosokat is lehet használni. A játékosokat a következő játékokból lehet jelszavakkal importálni:
- Dzsikkjó Powerful Pro jakjú Portable 4 (exportálni is lehet)
- Dzsikkjó Powerful Pro jakjú 2009
- Pro jakjú Spirits 6
- Pro jakjú Spirits 2010

### JUBC
A Success Legends-exkluzív játékmód, melyben a játékosnak a kitalált „Nemzeti egyetemi baseball-kupa” (全国大学野球カップ; Japan University Baseball Cup) nevű tornán kell diadalmaskodnia, a Dzsikkjó Powerful Pro jakjú 6 vagy a Dzsikkjó Powerful Pro jakjú Portable 4 játékok valamelyik kitalált csapatával. Kezdetben csak 6–6 csapat közül lehet választani, a maradék öt csak a legyőzésük után válik elérhetővé.
| Játék                | Dzsikkjó Powerful Pro jakjú 6                                                                                              | Dzsikkjó Powerful Pro jakjú Portable 4                                        |
| -------------------- | --- | ----------------------------------------------------------------------------- |
| Szövetséges csapatok | Pavafuru Középiskola, Nekkecu Egyetem, Kanrjó Egyetem, Buccsigiri Egyetem, Akacuki Daifuzoku Középiskola, Tintahal Egyetem | Pavafó Középiskola, Kaitó Gakuin Egyetem, Fehér Rózsa Beszédes Gakuen Egyetem |
| Ellenséges csapatok  | Kindai Gakuin Egyetem, Teiō Industries Középiskola                                                                         | Airabu, Sinobi Gakure, Miraiszakitori                                         |

Ebben a részben a Pavafuru Középiskola, a Pavafó Középiskola és Fehér Rózsa Beszédes Gakuen Egyetem csapatokban a pavapuro-kun/pava-ko (fiú/lány általános, egyedi kinézettel nem rendelkező játékosok) fix játékosként szerepelnek. A Teiō Industries Középiskola csapata a Dzsikkjó Powerful Pro jakjú 11-ben szereplő játékoskerettel rendelkezik, így Jamagucsi nem kapott benne helyet.
A fő bajnokság mellett gyakorlójátékot is lehet játszani bármelyik csapat ellen. A bajnokság négy meccsből áll, a játékos célja mind a négy mérkőzés megnyerése, miközben végignézheti a kiválasztott egyetemének történetének kibontakozását. A JUBC-gyakorlómeccsek alatt a rendezőmódban létrehozott játékosokat is be lehet cserélni. A játékban kizárólag a mesterséges intelligencia által irányított csapatok ellen lehet játszani, többszemélyes játékra nincs lehetőség.

### Rendezőmód
A rendezőmódban a játékosok szabadon lecserélhetik a JUBC-csapatok tagjait általuk vagy más játékosok által létrehozott szereplőkre. A játékosjelszó-rendszerrel a Dzsikkjó Powerful Pro jakjú Portable 4, a Dzsikkjó Powerful Pro jakjú 2009, a Pro jakjú Spirits 6 és a Pro jakjú Spirits 2010 játékokban létrehozott játékosokat is lehet importálni, illetve a Portable 4-be exportálni is. Legfeljebb tizennégy egyedi csapatot is létre lehet hozni, melyeket a JUBC-gyakorlómérkőzések alkalmával lehet használni.

## Fogadtatás
A Famicú szaklap írói egy 8/10-is és három 7/10-es pontszámmal, tehát 29/40-es összpontszámmal értékelték a játékot, ezzel a sorozat addigi harmadik legkedvezőtlenebbül fogadott tagja lett.
A játékból megjelenésének évében 49 611 dobozos példányt adtak el Japánban, ezzel az év kétszázhetedik legkelendőbb játéka volt.